# Prapawadee Jaroenrattanatarakoon

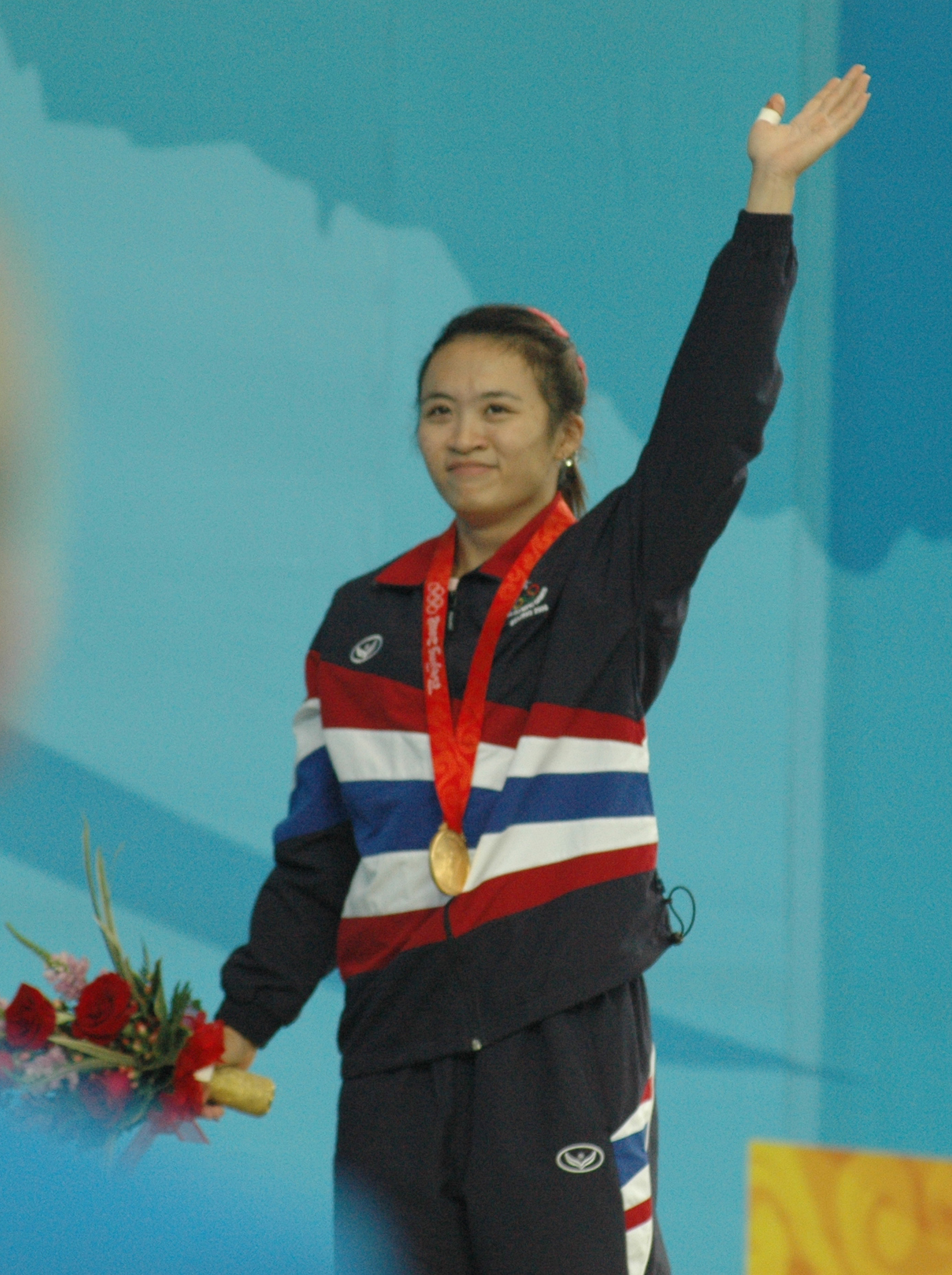

Prapawadee Jaroenrattanatarakoon (Thai: ประภาวดี เจริญรัตนธารากูล) (Changwat Nakhon Sawan, 29 mei 1984) is een gewichthefster uit Thailand. Ze won de gouden medaille op de Olympische Zomerspelen in 2008 in de klasse tot 53 kg.
2000: Yang Xia ·
2004: Udomporn Polsak ·
2008: Prapawadee Jaroenrattanatarakoon ·
2012: Hsu Shu-ching ·
2016: Hsu Shu-ching ·
2020: Hidilyn Diaz